# Anthony Aston
Anthony Aston (ur. ok. 1682, zm. 1753(?)) – angielski dramatopisarz i aktor, autor sztuk The Coy Shepherdess i The Fool's Opera.
W 1703 roku odwiedził brytyjskie kolonie w Ameryce Północnej - był pierwszym zawodowym aktorem, który pojawił się na tych terenach.